# Rodovia do Café
A Rodovia do Café, oficialmente denominada Rodovia do Café Governador Ney Braga , é um percurso rodoviário no estado do Paraná que liga o noroeste do estado com o litoral. Recebeu esse nome por ter sido o principal tronco de escoamento da safra de café para exportação, quando essa era a mais importante cultura agrícola do estado. Pode-se afirmar que a Rodovia do Café é o percurso que liga a cidade de Apucarana com a cidade litorânea de Paranaguá. Entre Apucarana e Curitiba, passando por Ponta Grossa, a rodovia era administrada pela concessionária CCR RodoNorte até o dia 27 de Novembro de 2021, após 24 anos de concessão . No ano de 2024 houve o retorno gradual da operação após os leilões dos primeiros lotes . Desde Abril de 2025, o trecho entre Balsa Nova e Mandaguari passou a ser responsabilidade da Concessionária PRVias, fazendo parte do programa federal de concessões denominado Lote 3 de Rodovias do Paraná.
Modernamente, a Rodovia do Café está associada à PR-577, partindo do Porto São José (Porto Rico), parte da BR-376 que faz o trajeto entre o noroeste do Paraná, passando por cidades como Nova Londrina, Maringá, Mauá da Serra, Ponta Grossa à Curitiba e finalizando no trecho da BR-277 entre a capital paranaense e a cidade litorânea de Paranaguá, no entanto, esse trecho é mais conhecido como "Estrada das Praias" ou "Estrada para Paranaguá", tendo um projeto de lei qual previa o nome Rodovia Engenheiro Lysímaco Franco Ferreira da Costa .
Historicamente, seria correto afirmar que a Rodovia do Café é formada pelos seguintes segmentos rodoviários, que ligam Apucarana a Paranaguá:
- BR-376: Trecho entre Apucarana e São Luiz do Purunã, passando pelas cidades de Califórnia, Marilândia do Sul, Mauá da Serra, Ortigueira, Imbaú e Ponta Grossa.
- BR-376 e BR-277: Trecho comum às duas rodovias, entre São Luiz do Purunã, onde se encontram, e Curitiba, passando pela cidade de Campo Largo.
- BR-277: Trecho entre Curitiba e Paranaguá.

A continuação da BR-376 que segue de Apucarana até a cidade de Dourados, no centro-sul do Mato Grosso do Sul, pode ser considerada parte integrante da Rodovia do Café. Esse percurso passa por importantes cidades paranaenses, como Mandaguari, Marialva, Sarandi, Maringá, Nova Esperança e Paranavaí, chegando às cidades menores de Nova Londrina e Diamante do Norte, próximas à fronteira com o Mato Grosso do Sul.
Já o outro extremo da BR-376, trecho entre Curitiba e Garuva, em Santa Catarina, denominada Rodovia Henrique Herwig , não tem qualquer relação com a Rodovia do Café.
Trechos que estão duplicados (duas faixas em cada sentido):
- Curitiba — Ponta Grossa (localidade de Conchas Velhas): ~114 km
- Curitiba — Paranaguá: ~90 km
- Maringá — Mandaguari: ~31 km
- Serra do Cadeado — Trecho já duplicado pela concessionária CCR RodoNorte no município de Mauá da Serra: ~12 km

Entre 1997 à 2021, a Rodovia do Café, trecho entre Apucarana e Curitiba, fazia parte do Lote 5 do Anel de Integração do Paraná, sob concessão da CCR RodoNorte. A concessionária administrava a rodovia, mantendo serviços de guincho mecânico e Atendimento Médico Pré-Hospitalar. Era também responsável pelas obras de pavimentação e controle de tráfego. Segundo o Guia Quatro Rodas 2011 foi considerada uma das três melhores rodovias do Sul do Brasil.